# Wierzchowo, Hạt Drawsko
Wierzchowo [vjɛʂˈxɔvɔ] (trước đây là Virchow của Đức) là một ngôi làng ở hạt Drawsko, West Pomeranian Voivodeship, ở phía tây bắc Ba Lan. Đó là chỗ ngồi của gmina (khu hành chính) được gọi là Gmina Wierzchowo. Nó nằm khoảng 22 kilômét (14 mi) về phía đông của Drawsko Pomorskie và 101 km (63 mi)     về phía đông của thủ đô khu vực Szczecin.
Trước năm 1945, khu vực này là một phần của Phổ. Đối với lịch sử của khu vực, xem Lịch sử của Pomerania.
Ngôi làng có dân số 1.500 người.